# Lensia conoidea
Lensia conoidea är en nässeldjursart som först beskrevs av Wilhelm Moritz Keferstein och Ehlers 1860.  Lensia conoidea ingår i släktet Lensia och familjen Diphyidae. Arten är reproducerande i Sverige. Inga underarter finns listade i Catalogue of Life.